# Nipponari
Les Nipponari H. 68, sont un ensemble de sept mélodies pour soprano et ensemble instrumental de Bohuslav Martinů, composées en 1912, sur des poèmes japonais. Le titre original est celui-ci : Sedm písní pro ženský hlas s průvodem malého orchestr.
L'œuvre est celle d'un étudiant au conservatoire de Prague qui se cherche encore, mais produit beaucoup dans ces années 1910. 
La création des Nipponari est tardive : elle ne fut présentée que le 4 octobre 1963 par la radio tchèque et enregistré au disque seulement en 1988 pour la première fois.
La durée d'exécution approche les 25 minutes.

## Analyse
Martinů a utilisé un texte tchèque de Emanuel Lešehrad (cs), provenant lui-même d'une traduction de l'allemand des poèmes japonais effectuée par Paul Enderling (de). Le compositeur est mis en appétit par une exposition présentée à Prague peu de temps avant.
D'abord conçu dans une version voix/piano, le compositeur l'a orchestré pendant l'été 1912. L'œuvre est dédiée à la mezzo-soprano Theo Drill-Orridge (1876–1963), fasciné par sa voix. Elle s'était produite dès juin 1911 au Théâtre national de Prague dans Azzucena et à l'automne comme Amneris dans Aida de Verdi et l'année suivante, dans Orphée de Gluck, puis dans Vénus du Tannhäuser.
Leur instrumentation est très colorée et chaque mélodie à son instrumentation propre, « dans lequel domine un souci de légèreté orientale ». L'atmosphère de l'œuvre est clairement impressionniste et dégage une atmosphère rêveuse, ayant pour inspiration Claude Debussy « la plus grande révélations de sa vie » selon le compositeur lui-même, proche des Quatre poèmes hindous (1912) de Maurice Delage et des  Chansons madécasses de Maurice Ravel, postérieures (1925).

## Poèmes
1. Heure bleue (Nakuda) — instrumentation : flûte, cor anglais, violon, quatre altos et quatre contrebasses[5].
2. La Vieillesse (Kiutsuna) — instrumentation : alto, harpe, cor anglais et cinq altos en coulisse.
3. Réminiscence (Kibino) — instrumentation : flûte, violon et harpe.
4. Rêve de vie (Ono no Komachi) — instrumentation : trois flûtes et quatre altos.
5. Piste dans la neige (Shizuka Gozen) — instrumentation : piano, célesta, harpe, quatre violons et quatre altos.
6. Regard en arrière (Ono no Komachi) — instrumentation : trois flûtes, harpe, quatre violons et quatre altos.
7. Au lac sacré (Okosuma Ozi) — instrumentation : trois flûtes, célesta, harpe, triangle et tam-tam.

## Enregistrement
- Avec Dagmar Pecková, mezzo-soprano ; Orchestre symphonique de Prague, direction Jiří Bělohlávek (septembre 1988, Supraphon 11 10902 / SU 3956-2) (OCLC 320698141)